# Zebegény
Zebegény là một thị trấn thuộc hạt Pest, Hungary. Thị trấn này có diện tích 9,64 km², dân số năm 2010 là 1177 người, mật độ 122 người/km².